# Tousmouline
Tousmouline (în arabă توسمولين) este o comună din provincia El Bayadh, Algeria.
Populația comunei este de 3.155 de locuitori (2008).